# Gamasiphis silvestris
Gamasiphis silvestris är en spindeldjursart som beskrevs av Wolfgang Karg 2007. Gamasiphis silvestris ingår i släktet Gamasiphis och familjen Ologamasidae. Inga underarter finns listade i Catalogue of Life.